# Cappella della Sacra Famiglia (Stella)
La cappella della Sacra Famiglia è un luogo di culto cattolico situato nella frazione di San Bernardo, in località Ritani, nel comune di Stella in provincia di Savona.

## Storia e descrizione

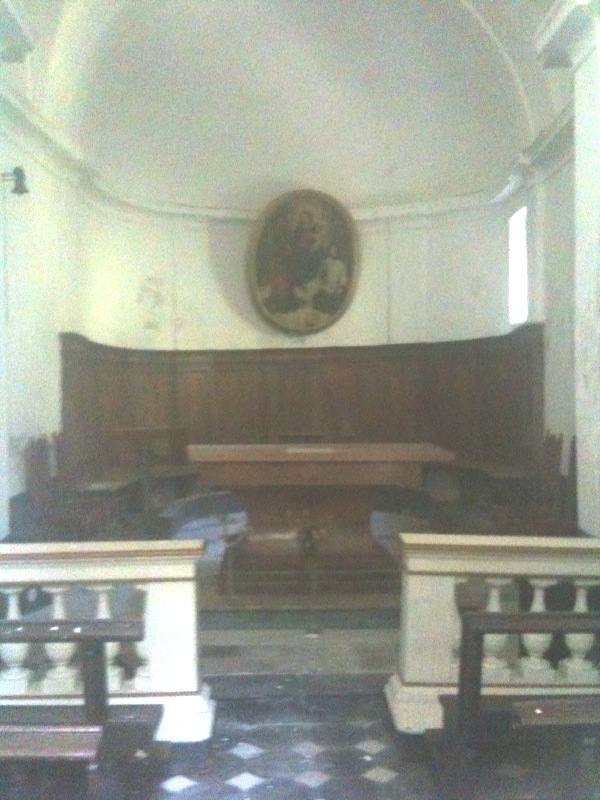
L'interno

La cappella, benedetta nel 1756, fu realizzata tra il 1752 e il 1755 su progetto del Maestro Bartolomeo Milanese, modificando la struttura di due cascine appositamente donate. L'edificio è a navata unica con volta a botte, piccola sacrestia e campanile a vela in facciata.
All'interno presenta balaustre in legno sul presbiterio, pavimento in marmo e ardesia, coro ligneo datato 1856 e una tela, quasi certamente rifacimento di una precedente più antica, attribuibile a Veronica Murialdo e risalente alla metà del XIX secolo, raffigurante la Sacra Famiglia con san Luigi Gonzaga e un san Giovanni apostolo in adorazione.
L'altare, probabilmente in pietra e calce, fu smantellato in epoca imprecisata e sostituito con una mensa in legno. L'edificio, ristrutturato internamente nel 1995, è stato nuovamente oggetto di restauro completo tra il 2011 e il 2014.